# Walter Mondale
Walter Mondale, né le 5 janvier 1928 à Ceylon (Minnesota) et mort le 19 avril 2021 à Minneapolis (Minnesota), est un homme d'État américain. Membre du Parti démocrate, il est vice-président des États-Unis de 1977 à 1981.
Protégé d'Hubert Humphrey, il gagne son siège au Sénat lorsque celui-ci devient vice-président sous Lyndon B. Johnson. Il refuse une première fois l'investiture à la vice-présidence en 1972 avant d'accepter en 1976. Élu aux côtés de Jimmy Carter, il est le premier vice-président à achever son mandat depuis Humphrey, la présidence de Richard Nixon étant mouvementée à ce sujet.
Walter Mondale est le candidat démocrate face au président sortant Ronald Reagan lors de l'élection présidentielle de 1984, mais il est largement battu, ne remportant qu'un seul État sur cinquante.

## Biographie

### Enfance et jeunesse
Walter Mondale naît à Ceylon, dans le sud-ouest du Minnesota. Il épouse Joan Adams en 1955.
Il devient avocat après des études à l'université du Minnesota.

### Engagement précoce
En 1948, il coordonne la campagne d'Hubert Humphrey pour le faire élire au Sénat des États-Unis. Il est par la suite chef de campagne d'Orville Freeman pour l'élection au poste de gouverneur en 1956 et 1958. En 1960, il devient procureur général du Minnesota à la suite de sa nomination par Freeman, en remplacement du démissionnaire Miles Lord. Il est élu à la fonction en 1962.

### Carrière politique

#### Sénateur des États-Unis

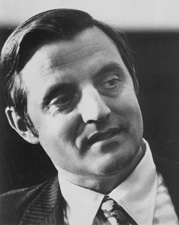
Walter Mondale, sénateur des États-Unis.

Le 30 décembre 1964, Hubert Humphrey démissionne de son mandat de sénateur pour devenir vice-président. Mondale est alors désigné par le gouverneur Karl Rolvaag pour lui succéder en tant que sénateur fédéral de deuxième classe du Minnesota. Lors de l'élection de mi-mandat en 1966, il est élu par 53,2 % des voix contre le républicain Robert A. Forsythe. Il est réélu en 1972 avec 56,7 % des voix.
En vue de l'élection présidentielle de 1972, George McGovern lui propose l'investiture à la vice-présidence, ce qu'il refuse.

#### Élection présidentielle de 1976

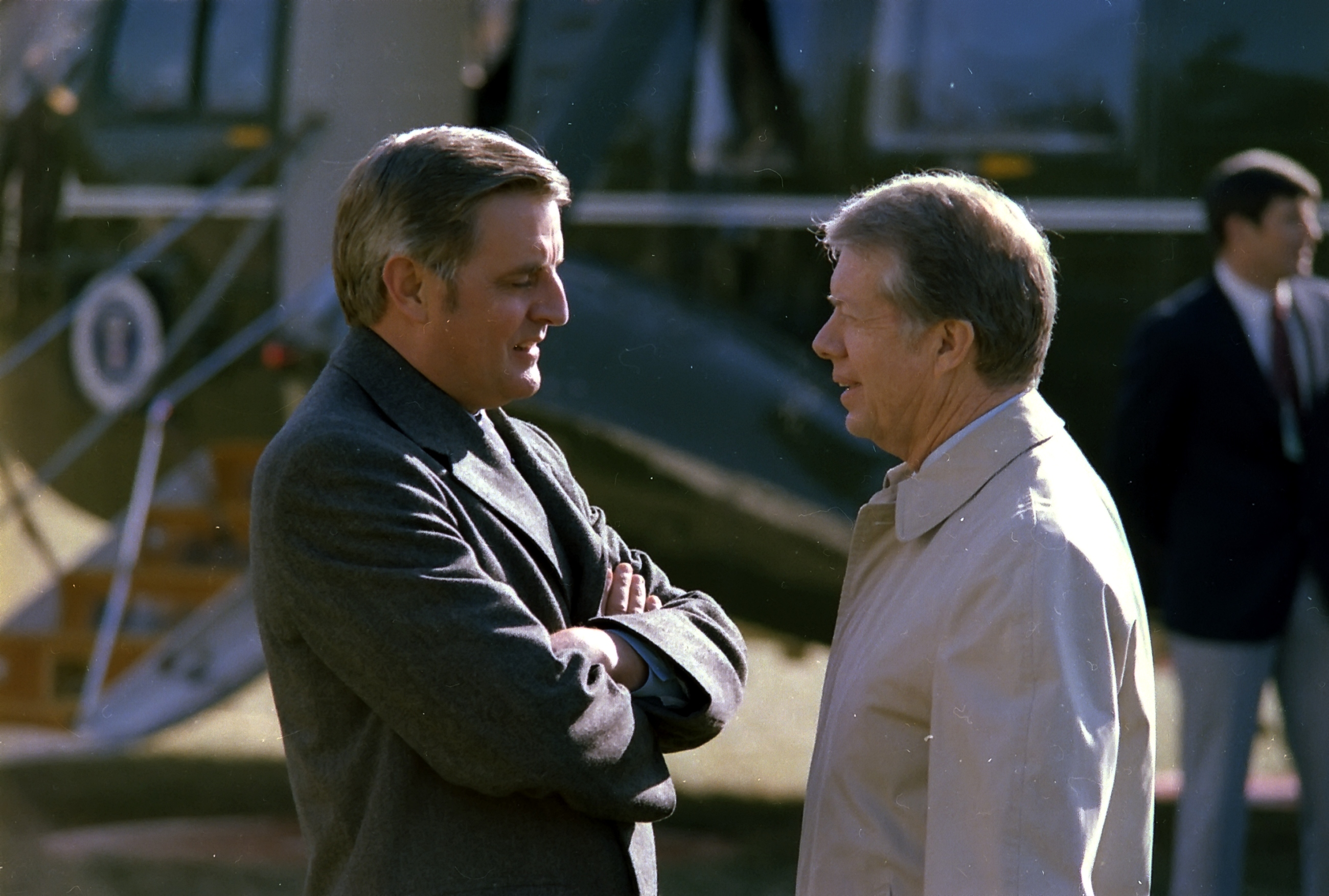
Mondale au côté du président Jimmy Carter, en 1979.

Lors de la convention démocrate, Jimmy Carter le choisit comme colistier. La tactique de ce ticket permet la présence au nord comme au sud. Mondale symbolise alors, au côté du sudiste Carter, le nord industriel, progressiste et syndiqué.
Le ticket remporte l'élection présidentielle du 2 novembre contre le président républicain sortant Gerald Ford.

#### Vice-président des États-Unis

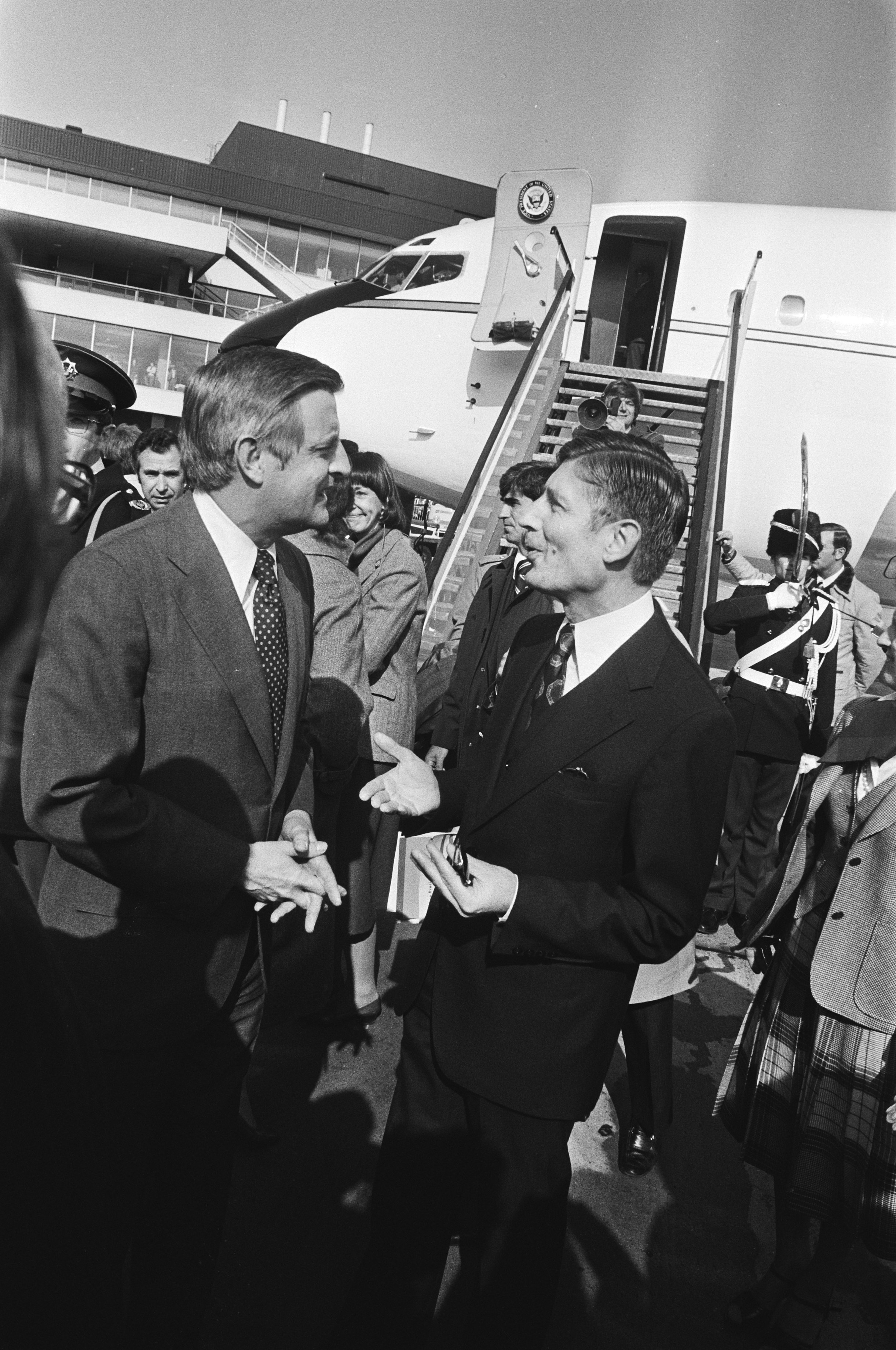
Walter Mondale accueilli à sa descente d'avion aux Pays-Bas par le Premier ministre Dries van Agt, en 1979.

Entré en fonction le 20 janvier 1977, Walter Mondale est le premier vice-président « moderne » des États-Unis : il prend en effet, contrairement à ses prédécesseurs, une part importante dans la mise au point de la politique américaine, et obtient d’avoir son bureau au sein de la Maison-Blanche. 
Durant son mandat, il utilise une seule fois son pouvoir de vote décisif en cas d'égalité au Sénat, pour une loi sur la sécurité sociale en novembre 1977.
Il est le premier vice-président depuis Hubert Humphrey à achever son mandat. Il ouvre les Jeux olympiques d'hiver de 1980, qui se déroulent à Lake Placid.

##### Élection présidentielle de 1980
Carter et Mondale sont de nouveau choisis pour représenter le parti. Ils subissent cependant une défaite cuisante le 4 novembre 1980 face à Ronald Reagan et George H. W. Bush, la plus sévère depuis l'élection de 1936.

#### Meneur du Parti démocrate (1980-1984)
Après la défaite, il devient le « maître » du Parti démocrate mais obtient difficilement l'investiture du parti pour l'élection présidentielle de 1984, s'imposant face à Gary Hart.

##### Élection présidentielle de 1984

Le collège électoral le 6 novembre 1984 : le seul État remporté par Mondale en bleu (Minnesota).

Lors de la campagne, il se fait remarquer en étant le premier candidat à désigner une femme, Geraldine Ferraro, comme colistière, ou en affirmant qu'il ordonnera une hausse des impôts s'il est élu. Il subit une défaite cuisante avec seulement 41 % des voix contre 59 % pour Reagan, ne remportant qu'un seul État, le Minnesota, en plus du district de Columbia.

#### Ambassadeur au Japon et retraite politique

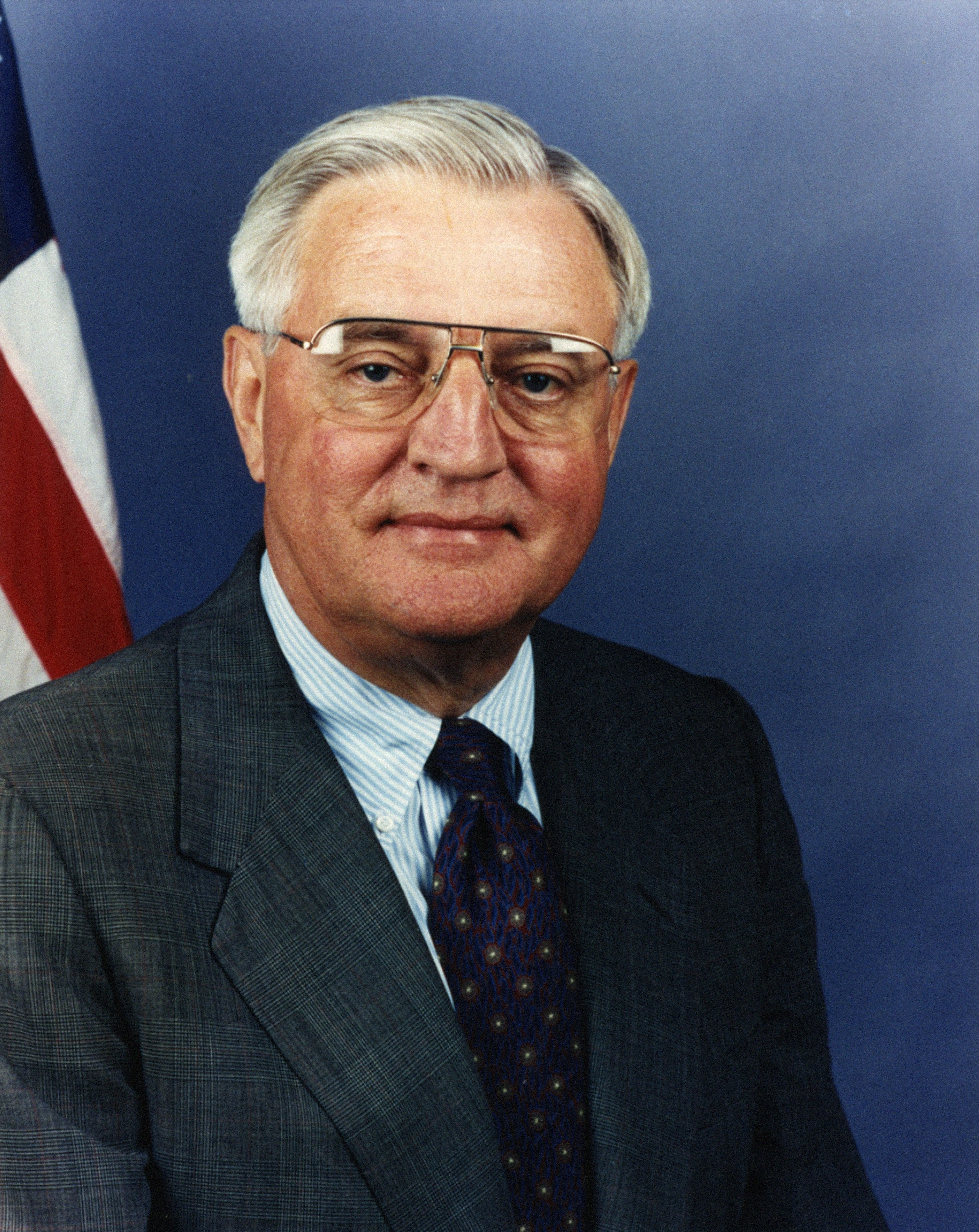
Walter Mondale, ambassadeur américain au Japon.

Il retourne alors dans le Minnesota, avant d’être nommé ambassadeur au Japon par Bill Clinton de 1993 à 1997.
En 2002, après le décès du sénateur Paul Wellstone, le Parti démocrate lui demande de se présenter en remplacement pour l'élection au poste de sénateur, son ancien siège. Il est néanmoins battu aux mid-terms par Norm Coleman (47 % contre 49 % des voix), mettant fin à ce qu'il nomme « sa dernière campagne politique ».

### Décès
Il meurt à l'âge de 93 ans à son domicile à Minneapolis, dans le Minnesota. Jimmy Carter dit alors : « Aujourd'hui, je pleure le décès de mon cher ami Walter Mondale, que je considère comme le meilleur vice-président de l'histoire de notre pays »,.

## Dans la fiction
Lors des premiers épisodes de la série Beverly Hills 90210, la voiture de Brandon Walsh est surnommée « Mondale » car la famille est issue du Minnesota comme Walter Mondale.
Il est présent dans l'épisode des Simpson intitulé Le Député Krusty sous la forme d'un homme de ménage travaillant au Congrès. Il y révèle aux Simpsons les manœuvres qui leur permettront de faire voter un projet de loi visant à la modification de la trajectoire des couloirs aériens au-dessus de leur maison. La technique du cavalier législatif est la principale de ces manœuvres.
Il apparaît également dans l'épisode 9 de la saison 2 de la série American Dad! : en remontant dans le temps, Stan Smith modifie le présent. En 1984, Mondale est alors élu président des États-Unis et capitule aussitôt devant l'Union soviétique. Une statue le représente ainsi baisant le pied de Léonid Brejnev.